# Bahnhof Itzehoe

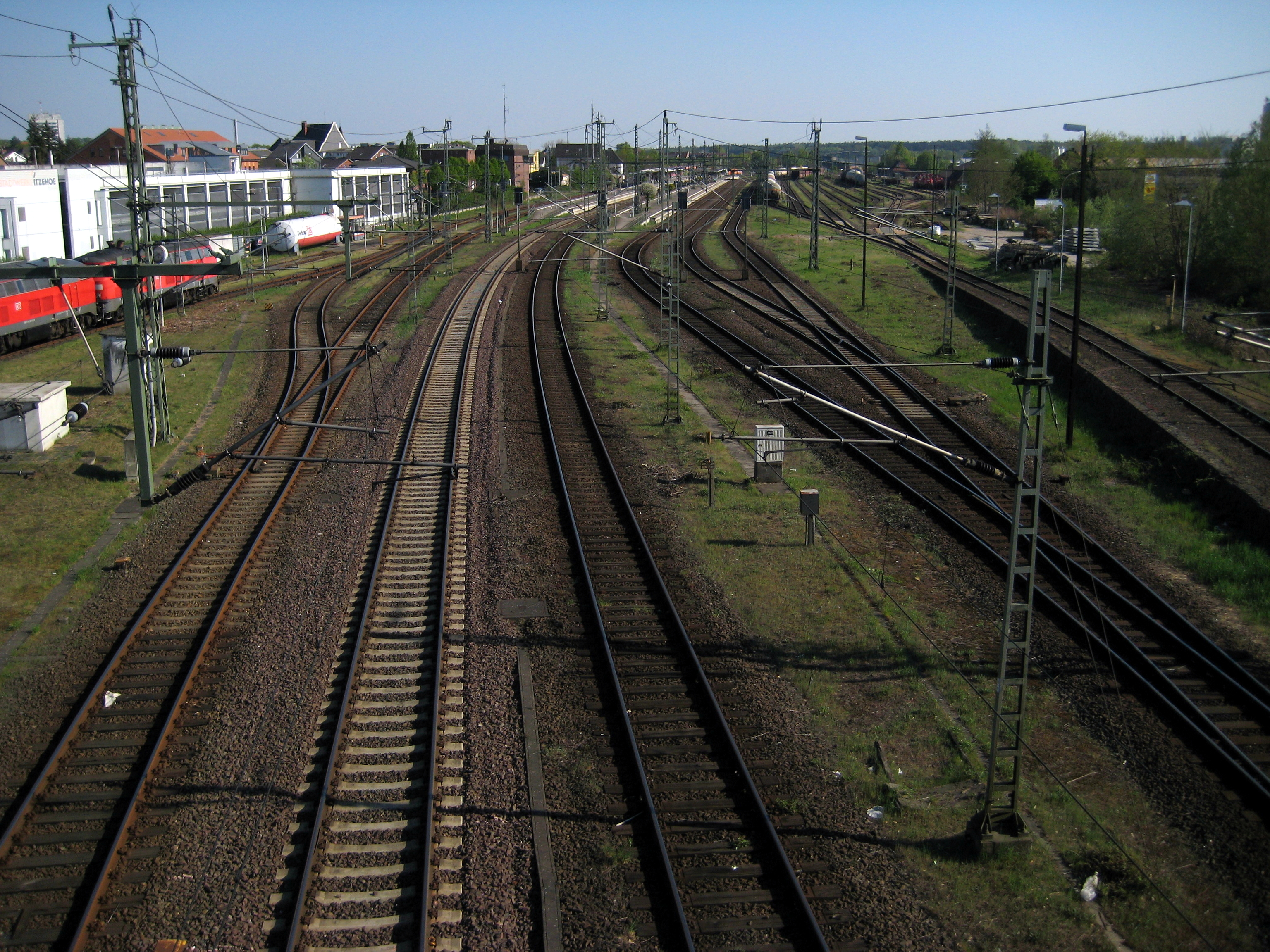
Blick über die Gleise: links der Standort des ehemaligen Bahnbetriebswerks Itzehoe, rechts der Ablaufberg

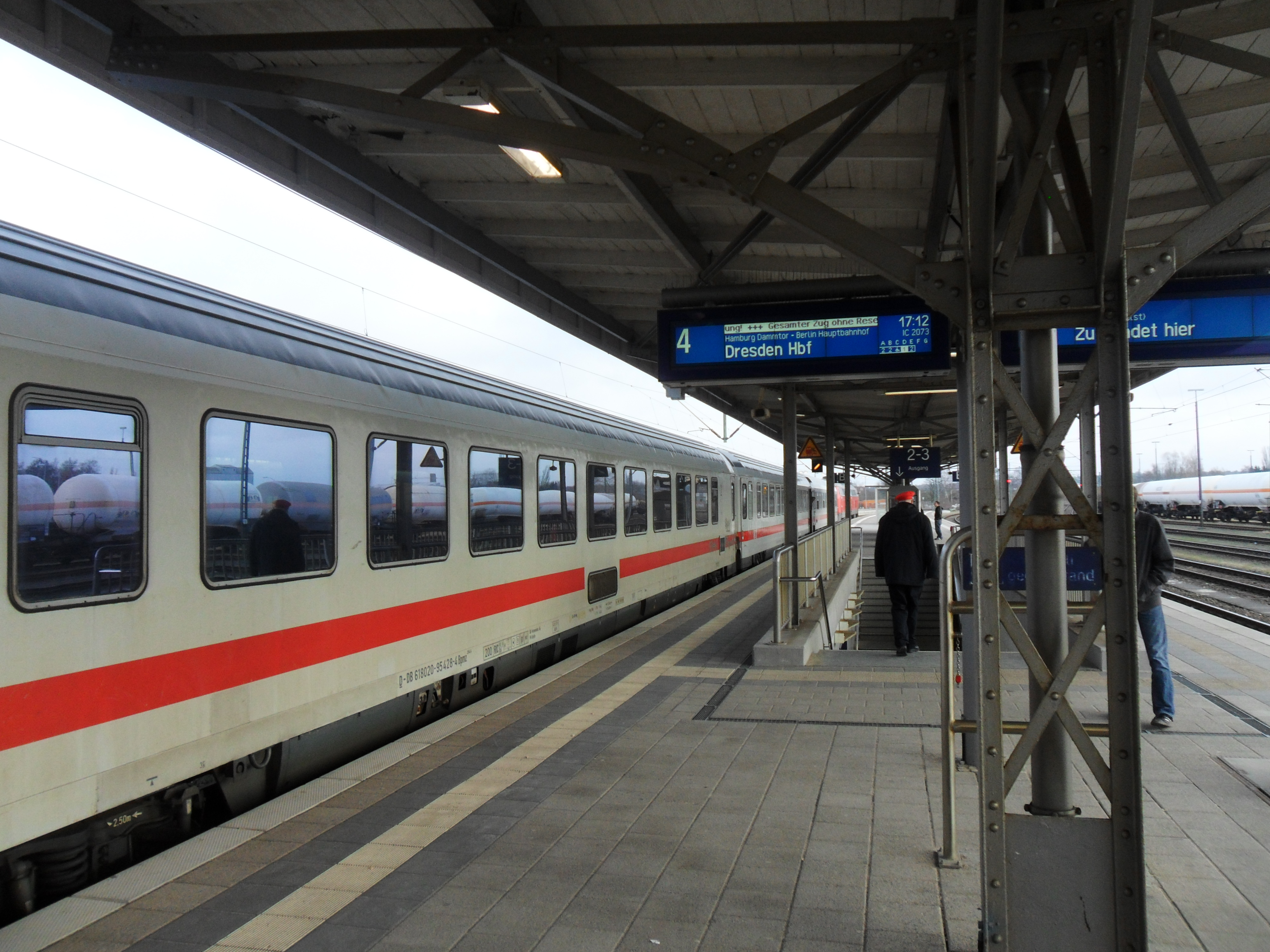
Eingefahrener Intercity nach Dresden Hbf

Der Bahnhof Itzehoe ist ein Personen- und Güterbahnhof im schleswig-holsteinischen Itzehoe. Er ist an der Marschbahn gelegen, welche von Elmshorn bis hierhin elektrifiziert ist. Das Empfangsgebäude samt Nebengebäuden steht unter Denkmalschutz.

## Geschichte
Der erste Bahnhof Itzehoes lag an der südlichen Störseite auf dem Grundstück, das später die Zementfabrik Alsen nutzte. Bei der Verlängerung der Marschbahn nach Heide entstand 1878 ein neuer Bahnhof in der Stadt, dessen Empfangsgebäude erhalten ist. Den Nordkopf des Bahnhofs überquerte die Brückenstraße damals auf einer Holzbrücke. Im weiteren schnurgeraden Verlauf der Strecke nach Wilster durch die Stadt gab es vier beschrankte Bahnübergänge, die 1931 bei der Neutrassierung des heutigen Streckenverlaufs aufgehoben wurden. Seit 1889 mussten auch die Züge der Strecke nach Wrist diese Übergänge passieren. Bei der Erweiterung der Bahnhofsanlage zum Anschluss dieser Zweigstrecke wurde in der nördlichen Bahnhofsausfahrt das Bahnbetriebswerk Itzehoe errichtet.
Am 29. Mai 1998 erreichte die Elektrifizierung der Bahnstrecken Itzehoe. Der Einsatz elektrischer Triebfahrzeuge wurde erst nach Intervention des Landes Schleswig-Holstein verstärkt, das die Elektrifizierung finanziert hatte.

## Betrieb
In Itzehoe beginnen und enden die Regionalbahnlinien 61 und 71, welche von der Nordbahn mit Fahrzeugen der Baureihe 1428/1429 aus Hamburg-Altona und Pinneberg über Elmshorn betrieben werden. Die Regional-Express-Züge der DB Regio Schleswig-Holstein von Hamburg-Altona über Husum nach Sylt machen Halt in Itzehoe, genau wie die Regionalbahn nach Heide. Auch Intercity-Züge der DB Fernverkehr halten in Itzehoe und verbinden auf den Linien 26, 27 und 39 direkt mit verschiedenen Großstädten bzw. in Gegenrichtung mit Westerland.
Der Itzehoer Bahnhof verfügt über vier Bahnsteiggleise. Das erste Gleis wird als „Gleis 2“ bezeichnet. Auf diesem verkehren die Regionalbahnen nach Hamburg. Auf Gleis 3 fahren die RE- und die IC-Züge nach Westerland sowie teilweise die Regionalbahn nach Heide. Gleis 4 nutzen die RE-Züge nach Hamburg-Altona sowie die IC-Züge nach Stuttgart, Frankfurt, Göttingen und Dresden (mittwochs und samstags nur bis Berlin Südkreuz). Gleis 4 wird teilweise auch zum Ausstieg für die RB aus Heide genutzt. Gleis 5 ist teilweise auch Ausgangspunkt für die RB nach Heide sowie teilweise auch für die RB nach Hamburg. Neben diesen Gleisen sind Abstellgleise für Güterzüge.
Aufgrund der Elektrifizierung fahren die meisten Intercitys aus dem Süden unter Oberleitung bis Itzehoe. Im Bahnhof wird die Lok gewechselt und auf dem restlichen Streckenabschnitt bis Sylt fährt der Zug mit Diesel. In Gegenrichtung erfolgt das Procedere umgekehrt.
Bis zum 27. September 1975 wurde die Bahnstrecke von Itzehoe nach Wrist befahren.
Der Bahnhof Itzehoe wird seit Juli 1991 durch ein elektronisches Stellwerk (ESTW) gesteuert. Es löste ein mechanisches Fahrdienstleiterstellwerk sowie ein Weichenwärterstellwerk ab. Seit Juni 2003 werden von hier auch der Bahnhof Wilster und die Überleitstelle Hochdonn, sowie seit 2010 der Bahnhof Heide ferngesteuert.

### Verbindungen
| Linie | Linienverlauf                                                                             | Taktfrequenz  | EVU            |
| ----- | ----------------------------------------------------------------------------------------- | ------------- | -------------- |
| IC 26 | Westerland (Sylt) – Itzehoe – Hamburg – Hannover – Frankfurt (Main) – Karlsruhe           | einzelne Züge | DB Fernverkehr |
| IC 27 | Westerland (Sylt) – Itzehoe – Hamburg – Berlin – Berlin Südkreuz                          | einzelne Züge | DB Fernverkehr |
| IC 39 | Westerland (Sylt) – Itzehoe – Hamburg – Münster (Westf) – Essen – Düsseldorf – Köln       | einzelne Züge | DB Fernverkehr |
| RE 6  | Westerland (Sylt) – Niebüll – Husum – Heide (Holst) – Itzehoe – Elmshorn – Hamburg-Altona | Stundentakt   | DB Regio SH    |
| RB 61 | Itzehoe – Glückstadt – Elmshorn – Pinneberg – Hamburg                                     | Stundentakt   | nordbahn       |
| RB 62 | Itzehoe – Wilster – St. Michaelisdonn – Heide (Holst)                                     | Stundentakt   | DB Regio SH    |
| RB 71 | Itzehoe – Glückstadt – Elmshorn – Pinneberg – Hamburg-Altona                              | einzelne Züge | nordbahn       |

## Trivia
In der Krimi-Serie Stahlnetz beginnt die Folge Das Haus an der Stör von 1963 mit einer Zugfahrt vom Bahnhof Itzehoe. Die Innenaufnahmen des Bahnhofs zeigen eine große Tafel mit den Abfahrten des Tages, sortiert nach Fahrtzielen (es fuhren damals offenkundig weniger Züge als heute) und eine Bahnsteigsperre vor der Treppe zum Bahnsteigtunnel.